# Emacs
Emacs（/ˈiːmæks/，源自Editor MACroS，宏编辑器），是一个文本编辑器家族，它具有可扩展性，使用者以程序员和其他以技术工作为主的计算机用户為主。最初由理查德·斯托曼於1975年在MIT协同蓋伊·史提爾二世共同完成。这一创意的灵感来源于TECO宏编辑器TECMAC和TMACS，它们是由蓋伊·史提爾二世、David Moon、李察·格連布勒、Charles Frankston等人编写的宏文本编辑器。
自诞生以来，Emacs演化出了众多分支，其中使用最广泛的两种分别是：1984年由理查·斯托曼发起并由他维护至2008年的GNU Emacs，以及1991年发起的XEmacs。XEmacs是GNU Emacs的分支，至今仍保持着相当的兼容性。它们都使用了Emacs Lisp这种有着极强扩展性的编程语言，从而实现了包括编程、编译乃至网络浏览等等功能的扩展。
在Unix文化裡，Emacs是黑客们关于编辑器之战的两大主角之一，它的对手是vi（Vim）。

## 历史
Emacs在1970年代诞生于MIT人工智能实验室（MIT AI Lab）。在此之前，人工智能实验室的PDP-6和PDP-10电脑上运行的ITS操作系统的默认编辑器是一个叫TECO（Text Editor and Corrector）的行编辑器。与现代的文本编辑器不同，TECO将击键、编辑和文本显示按照不同的模式进行处理，稍晚出现的vi与它有些类似。在TECO上击键并不会直接将这些字符插入到文档裡去，必须先输入一系列相应的TECO指令，而被编辑的文本在输入命令的时候是不会显示在屏幕上的。在如今还在使用的UNIX编辑器ed上，我们还能看到类似的工作方式。
1970年代初，理查德·斯托曼访问斯坦福大学人工智能实验室（Stanford AI Lab）时见到了那裡的"E" editor。这种编辑器有着所见即所得的直观特点，深深打动了斯托曼，后来成为了大部分现代文本编辑器都具有的特性。后来斯托曼回到MIT，那时候MIT AI lab的黑客Carl Mikkelsen已经给TECO加上了称作“Control-R”的编辑显示模式，使得屏幕能跟随用户的每次击键刷新显示。斯托曼重写了这一模式，使它运行得更有效率，后来又加入了宏，允许用户重新定义运行TECO程序的键位。
这一新版的TECO立刻在AI实验室流行开来，并且很快积累起了大量自定义的宏，这些宏的名字通常就以“MAC”或者“MACS”结尾，意为“宏”（macro）。两年后，蓋伊·史提爾二世承担起统一当时存在的各种键盘命令集的工作。史提爾和斯托曼经过一夜奋战，最终由斯托曼完成了这一任务，包括一套扩展和注释新的宏包的工具。这个完成的系统被称作EMACS，代表“Editing MACroS”，也代表“E with MACroS”。
根据斯托曼的说法，他采用这个名字是“因为当时<E>在ITS裡还没有被当作缩写用过”。也有说法指出，当时波士顿在MIT附近有家名为“Emack & Bolio's”的商店出售的冰淇淋很受欢迎，Dave Moon是那裡的老主顾，他就将ITS上一个给文本排版的程序命名为BOLIO，然而斯托曼并不喜欢甚或根本不知道那种冰淇淋，此事后来成了黑客界的一桩公案。
斯托曼意识到过多的定制、在开发过程中事实上的分支以及针对特殊用途的限制，威胁着Emacs的发展。后来他写道：
|  | Emacs的发布基于社群共享，这意味着所有的发展都要反馈给我，由我进行整合和发布。 |

最初的Emacs同TECO一样只能运行在PDP系列的电脑上。Emacs虽然是在TECO的基础上发展起来的，不过它已经足以被认为是一个新的文本编辑器了。很快，Emacs就成为ITS上的标准编辑程序，接着由Michael McMahon从ITS移植到Tenex和TOPS-20操作系统上。其他Emacs早期的贡献者还包括Kent Pitman、Earl Killian和Eugene Ciccarelli。到了1979年，Emacs已经是MIT人工智能实验室和它的计算机科学实验室的主流编辑器了。

### 其他早期实现
后来几年，程序员们写了很多类Emacs的编辑器。其中包括Michael McMahon和Daniel Weinreb为Lisp机器写的EINE（“EINE Is Not EMACS”）和ZWEI（“ZWEI Was EINE Initially”），还有Owen Theodore Anderson写的Sine。Weinreb的EINE是第一个以Lisp实现的Emacs。1978年，Bernard Greenberg写了Multics Emacs，大部分由Multics Lisp实现。Multics Emacs后来由Richard Soley维护。很多Emacs的变种，包括GNU Emacs，后来都将Lisp作为自己的扩展语言。
詹姆斯·高斯林，在1981年写了Gosling Emacs，他后来还发明了NeWS和Java。作为第一个在Unix上运行的类Emacs编辑器，Gosling Emacs由C语言实现，并且以Mocklisp作为扩展语言。1984年，Gosling Emacs成为专有软件。

### GNU Emacs
1984年，斯托曼开始致力于开发GNU Emacs，这将是一个自由软件，以代替专有的Gosling Emacs。最初GNU Emacs是在Gosling Emacs的基础上开发的，不过斯托曼后来用一个真正的Lisp解释器代替了原来的Mocklisp解释器，由于Lisp解释器在此软件中的核心地位，这意味着实际上重写了几乎全部代码。GNU Emacs是GNU计划的第一个项目，以C语言编写，将Emacs Lisp（其解释器由C实现）作为扩展语言。GNU Emacs最早广泛发布的版本是15.34，出现于1985年。实际上版本2到12并不存在，GNU Emacs的早期版本都是以“1.x.x”的形式编号，直到1.12版时开发人员放弃了这一记法，因为他们认为主版本号是不应该改动的，所以版本号从“1”跳跃到了“13”。因此，Version 13是第一个public release，它发布于1985年3月20日。
GNU Emacs后来被移植到了Unix系统上。它比Gosling Emacs拥有更多的的功能，尤其是它有一个真正的Lisp作为扩展语言。结果，GNU Emacs很快就取代了Gosling Emacs，成为Unix系统上預設的Emacs编辑器。
到1999年为止，GNU Emacs的开发工作基本是在封闭的情况下进行。这种开发方式在《大教堂和市集》中被称为“大教堂模式”。从那以后，GNU Emacs项目建立了公共开发邮件列表和匿名CVS代码访问，开发工作在一个CVS代码仓库中进行。2008年，Emacs开始使用Bazaar进行版本控制。
斯托曼是GNU Emacs的主要维护者，但他曾经有几次把维护工作交给别人。他于2008年将代码的维护工作交给了Stefan Monnier和Chong Yidong。他在mail list上發出以下內容：

|  | From：Richard Stallman Subject：Re: Looking for a new Emacs maintainer or team Date：Fri, 22 Feb 2008 17:57:22 -0500 Stefan和Yidong願意接管，所以我也樂意將Emacs開發工作移交给他們。 |

### XEmacs
1991年，Lucid公司的Jamie Zawinski等人以GNU Emacs 19的一个早期alpha版为基础，添加了一些新的特性，开发出Lucid Emacs。很快，Lucid Emacs的开发与GNU Emacs渐行渐远，最终双方的团队放弃了将两者合并的努力。Lucid Emacs被重新命名为XEmacs；至今为止，XEmacs仍然是最流行的Emacs变种之一。

### 其他GNU Emacs的衍生版本
其他的衍生版本，包括：
- Meadow - 一个Windows下的日语版本
- SXEmacs - Steve Youngs实现的衍生版本，基于XEmacs
- Aquamacs - 一个致力于与苹果的OS X整合的Emacs版本

### 其他Emacs变种
除上述编辑器以外，还有很多不基于GNU Emacs的编辑器，有些项目的目标是创建一个精简版的Emacs。在1980年代，GNU Emacs只能在很高端的电脑上运行，这就为精简版的Emacs实现的出现奠定了基础。还有一些Emacs变种是为了克隆一个完整的Emacs，但是使用不同的Lisp方言或者其他的编程语言。比如：
- MicroEMACS，原作者是Dave Conroy，后来由Daniel Lawrence进一步开发，有很多变种。
- Mg，原名MicroGNUEmacs，是一个MicroEMACS的公共领域分支，比MicroGNUEmacs更加接近于GNU Emacs。现在默认安装在OpenBSD上。
- NotGNU，一个小型、快速的Emacs实现，是免费软件，支持DOS、Win16、Win32和GNU/Linux，作者为Julie Melbin。
- JOVE（Jonathan's Own Version of Emacs），Jonathan Payne为类Unix系统写的Emacs不可编程的Emacs实现。
- Zile是Zile Is Lossy Emacs的递归缩写，以C语言编写。
- Climacs，以Common Lisp编写的Emacs变种。
- QEmacs，一个由Fabrice Bellard编写的小型编辑器，支持UTF-8，可以快速编辑上百兆大小的文件。
- Epsilon，一个由Lugaru Software开发的Emacs变种。支持MS-DOS、MS-Windows、GNU/Linux、FreeBSD、O/S 2等操作系统。它使用了一个与C语言语法类似的非Lisp语言作为扩展语言。
- EmACT，1986年由Christian Jullien从MicroEmacs衍生而来，源代码可以在SourceForge获取。
- Hemlock，最初以Spice Lisp实现，后来改为Common Lisp。Hemlock是CMU Common Lisp的一部分，受到了Zmacs的影响。

### 可以模拟Emacs的编辑器
- Yi，以Haskell语言编写，内置一个Emacs模拟器。
- Joe's Own Editor内置一个Emacs模拟器。
- JED内置一个Emacs模拟器。

## 版权
Emacs的版权遵从GNU通用公共许可证，赋予他人自由地对包括C和Lisp在内的Emacs源文件进行修改和再发行的权利。较早版本的GNU Emacs文档是在一种点对点（ad-hoc）的许可下发布的，要求所有修改过的副本都要包含某些特定的文字。例如，GNU Emacs的用户手册中必须包含如何获得GNU Emacs的说明，以及理查·史托曼的文章——《GNU宣言》。作为较早版本的GNU Emacs的分支，XEmacs的手册也采用相同的使用许可。较新版本的GNU Emacs文档则采用《GNU自由文档许可证》，以使用“不变段落”（"invariant sections"）的形式包含有同样的文本，并且要求这些文档自我声明为“GNU手册”（GNU Manuals）。

## 功能特点
Emacs不仅仅是一个编辑器，它是一个整合环境，或可称它为集成开发环境，这些功能如让使用者置身于全功能的操作系统中。Emacs可以：
- 收发电子邮件、上新闻组（Gnus）
- 無縫直接编辑远程档案（Tramp）
- 通过Telnet登录远程主机
- 操作殼層（M-x EShell，Term）
- 結合git, mercurial等版本控制系統並直接操作（Magit，VC）
- 上Twitter（Twittering-mode）
- IRC和朋友交流（M-x ERC，rcirc）
- 电子数据表
- 模拟其他编辑器，如vi（Evil-mode）、WordStar、EDT、TPU等
- 编辑Wiki (Wikipedia-mode)
- 对多种编程语言的编辑，如C/C++、Perl、Python、Lisp等等
- 调试程序，结合GDB，EDebug等。
- 玩游戏
- 计算器
- 心理咨询（M-x doctor）
- 煮咖啡
- 记笔记、日记（Org-mode）
- 管理日程，Task，待辦事項（ToDo），约会等GTD（Org-mode）
- 寫作與出版（Org-mode，Muse-mode）
- 目录管理（Dired）
- 文件比较、合并（Ediff）
- 阅读info和man文档（M-x info，woman）
- 浏览网站（M-x eww）
- 为各种程序（TeX、LaTeX等）提供统一的操作界面

此外Emacs还有如下特点：
1. 实时编辑器
2. Self-documenting
3. 可定制性
4. 可扩展性（集成Lisp语言）

### 可定制性
GNU Emacs几乎所有的功能都可以定制，有的可以通过C语言实现，有的可以通过一个Lisp的方言——Emacs Lisp来实现。在Lisp环境中，变量和子程序可以在不重新编译/启动Emacs的前提下被修改。Emacs用户可以根据自身的需要和偏好对编辑器进行定制。强大而自由的个人定制功能是Emacs受到广泛欢迎的重要原因之一。定制Emacs主要有三种方法：
1. 使用Emacs的交互式定制功能（即customize）。Emacs提供了图形化的交互界面，使用户能够对可定制的公共变量进行设置，也可以定制配色主题。这种方法使Emacs的初学者不需要接触Emacs Lisp代码即可完成定制。
2. 将一系列按键记录为宏，调用这一宏可以自动重复进行已经记录的一系列复杂操作。宏可以保存并命名，以便按名调用，不过同一时刻只能存在一个匿名的宏。
3. 通过使用Emacs Lisp完成Emacs的定制。这种方法最为复杂，但是也提供了更多的灵活性和更强大的功能。用户通常将个人定制的Emacs Lisp代码保存在一个名为.emacs(.el)（或init.el）的配置文件中，Emacs程序运行之初便读取这一文件，完成用户要求的配置。用户可以通过.emacs文件重设变量、重新定义按键的绑定（key bindings）、以及定义新的命令，以方便用户个人的使用。很多高级用户的.emacs文件的个性化配置长达数百行甚至更多，这些个人的定制使他们的Emacs不仅与默认配置的功能不同，每个人的Emacs之间也千差万别。这种差异能很好的满足不同个性的偏好和不同工作的需求。

如果一段Emacs Lisp代码确实有用，它通常会被打包并发布给其他用户。在因特网上能找到很多这样来自第三方的Emacs Lisp库，例如能用于编辑维基百科条目的wikipedia-mode。Usenet上的新闻组gnu.emacs.sources专门发布新的Emacs Lisp库。有些第三方代码最终还成为了Emacs的一部分。
手工配置安装各种Emacs Lisp代码毕竟有些麻烦。为了解决这个问题，Emacs 24自带包管理器ELPA（package.el）。用户可以方便的浏览可用的包（M-x package-list-packages）和自动下载安装包（M-x package-install）。详细信息可以参考Emacs Wiki上的ELPA词条（页面存档备份，存于）。

### 性能
在GNU Emacs刚诞生时，它比相同系统上的其他编辑器运行速度要慢很多，但是现代的电脑可以很快地运行GNU Emacs。早期的GNU Emacs可以处理256 MB以下的文件，GNU Emacs 23.2将这一限制提升到512 MB，而在64位系统的GNU Emacs 24中，这个限制是大约2 EiB。

### 平台
Emacs是目前世界上最具可移植性的重要软件之一，能够在当前绝大多数操作系统上运行，包括各种类Unix系统（GNU/Linux、FreeBSD、NetBSD、OpenBSD、Solaris、AIX、OS X等）、MS-DOS、Microsoft Windows等。甚至在Android和诺基亚的Maemo上，Emacs也能运行。
GNU Emacs既可以在文本终端也可以在图形用户界面环境下运行。在类Unix系统上，GNU Emacs使用X-Window产生GUI，或者直接使用“框架”（widget toolkit），例如Motif、LessTif或GTK+等等。Emacs也能够利用OS X和Microsoft Windows的本地图形系统产生GUI。用GUI环境下的Emacs能提供菜单栏（Menubar）、工具栏（toolbar）、滚动条以及环境菜单（context menu）等交互方式。

### 编辑模式

#### 主模式
Emacs采取的编辑方式是对不同类型的文本进入相应的编辑模式，即“主模式”（major mode）。Emacs针对多种文档定义了不同的主模式，包括普通文本文件、各种编程语言的源文件、HTML文档、TEX与LaTeX文档，以及其他类型的文本文件等等。
每种主模式都有特殊的Emacs Lisp变量和函数，使用户在这种模式下能更方便的处理这一特定类型的文本。例如，各种编程语言的主模式通常会提供：
- 语法高亮（“font lock”）：对源文件文本中的关键字、注释加以不同的字体和颜色（“faces”）。
- 自动缩进，用来维护文件的格式一致。
- 自动插入文件所需要的结构元素，如空格、换行以及括号。
- 特殊的编辑命令，比如跳转到函数的开头或者结尾，或者（在类似于XML的标记语言中）验证文档还有插入关闭标签。

#### 次模式
Emacs还能进一步定义“次模式”（minor mode），用以深度定制Emacs。一个GNU Emacs的缓冲区（buffer）只能关联于一种主模式，却能同时关联多个次模式。比如，编写C语言的主模式可以同时定义多个次模式，每个次模式有着不同的缩进风格（indent style）。

### 国际化
Emacs支持对多种文字的文本编辑，加上对多种字符集、字母系统、书写系统，以及不同文化的书写习惯都提供了支持，使得世界上大多数语言的使用者都能通过Emacs进行文本处理。Emacs还能通过调用诸如Aspell这样的外部程序，实现多种语言的拼写检查。GNU Emacs 24添加了对双向文字的支持。
Emacs支持包括UTF-8在内的诸多编码系统。GNU Emacs从23开始以UTF-8作为自身的编码系统，而在之前的版本，Emacs拥有一种特殊的内部编码系统MULE（MULti-language Environment），在读写文件时进行编码和解码。XEmacs编码系统和GNU Emacs相似，但具体的实现方法不完全一样。
一个叫做Emacspeak的子系统可以通过音频反馈，让拥有视觉障碍的用户和盲人用户使用Emacs。

## 使用Emacs

### 命令
在普通的编辑模式下，GNU Emacs和其他文本编辑器一样，允许用户通过按下键盘上的键插入其相对应的字符，也可以使用键盘上的方向键来移动光标。使用各种修饰键（如[Ctrl]、[Alt]、[Shift]等）和其它的普通键配合可以调用Emacs Lisp函数和宏。
某些GNU Emacs命令会调用外部程序，比如使用Aspell进行拼写检查或者使用GCC进行程序编译，解析被调用的外部程序的输出，并将结果显示出来。习惯IBM Common User Access的用户可以使用“cua-mode”，“cua-mode”曾经是一个第三方插件，从GNU Emacs 22开始被包含在Emacs中。
下表给出了一些基本命令。[Ctrl]键以大写C表示，[Meta]键[Alt]键以大写M表示。
| 命令                    | 快捷键     | 功能                                               |
| ----------------------- | ---------- | -------------------------------------------------- |
| forward-word            | M-f        | 向前移动一个单词。                                 |
| isearch-forword         | C-s        | 递增搜索                                           |
| undo                    | C-/        | 撤销最后一次操作，如果多次执行则取消以前的操作。   |
| keyboard-quit           | C-g        | 取消当前的命令。                                   |
| find-file               | C-x C-f    | 在一个新的缓冲区里访问某个文件（用户给定文件名）。 |
| save-buffer             | C-x C-s    | 将缓冲区的内容保存到文件。                         |
| save-some-buffers       | C-x s      | 保存所有的缓冲区                                   |
| save-with-newname       | C-x C-w    | 将缓冲区的内容另存为一个新的文件。                 |
| save-buffers-kill-emacs | C-x C-c    | 提示是否保存文件，然后退出Emacs。                  |
| set-mark-command        | C-[空格]注 | 设定标记，用于剪切或复制。                         |
| kill-region             | C-w        | 剪切标记到当前光标所在处的文本。                   |
| kill-ring-save          | M-w        | 复制标记到当前光标所在处的文本。                   |
| yank                    | C-y        | 从Emacs的剪贴板中粘贴文本。                        |
| kill-buffer             | C-x k      | 关闭当前buffer。                                   |

注：中文系统C-[空格]一般为系统输入法，可使用C-@代替。

### 小缓冲
Emacs使用“小缓冲”（通常在最下面一行）显示信息提示以及输入命令和命令参数。在合适的情况下，小缓冲支持使用制表键或空格键补全。每个frame只有一个小缓冲。

### 文件管理与显示
Emacs将文本存放在缓冲区中。用户可以创建新的缓冲区，也可以关闭不需要的缓冲区，Emacs可以同时存在很多缓冲区。大部分的缓冲区的文本来自文本文件，用户可以编辑缓冲区的内容，并且保存到磁盘上。缓冲区也可以保存临时文本，比如“help”库显示的文档字符串。

### 编程语言支持

#### Python
- Emacs 内建的 python-mode
- Elpy

### Emacs小拇指
很多Emacs用户都有过重複性勞損的经历，原因是Emacs强烈依赖Ctrl键和Meta键，也由于Ctrl键在现代键盘中的位置。
解决方法有软件方法，也有硬件方法。软件方法包括：
- 使用 ergoemacs-mode 定制键盘布局。[5]
- 定制键盘布局，使Ctrl和大寫鎖定键交换位置。其他相似的方法包括将大写锁定键定义为Ctrl，或交换Ctrl和Meta键。
- god-mode 可以让 Emacs 不用修饰键就触发命令。
- 使用 evil-mode，一个高级的 Vim 模拟层。
- Emacs有一个内置的“Viper-mode”，允许用户使用vi的键绑定来进行基本的文本编辑，而使用Emacs本身的键绑定来进行更高级的操作。
- 让一个更容易按的键（如空格键）拥有多种功能，当那个键和其他键一起按下时，功能为Ctrl键的。
- 使用语音输入控制Emacs。
- 很多软件，如xwrits，可以提醒用户进行定期的休息。

硬件方法包括使用特殊的键盘，如Kinesis键盘的修饰键放在大拇指很容易按到的位置，或者微软自然键盘，它的修饰键对称的放置在键盘的两边，并且可以使用手掌按下。脚控踏板也是一种方法。
如果使用普通鍵盤，可以在按Ctrl組合鍵時手掌下移，用無名指擊Ctrl，或者直接以小指掌骨压下Ctrl，以規避小指過度利用。
“Emacs小拇指”是近些年才出现的。在Emacs诞生时，键盘的Ctrl键非常大，并且在空格键的旁边，使用大拇指很容易按。
Vim 的拥护者经常以Emacs小拇指作为切换编辑器的原因，虽然有些 Vim 用户（因为相似的原因）也会交换模式转换键和大小写转换键的功能。